# 대통령 찬가
《대통령 찬가》는 1972년 시인 박목월이 작사하고 김성태가 작곡한 대한민국의 대통령 예우곡이다. 제3공화국이 시작된 1963년부터 전두환 대통령의 제5공화국 시기까지 대통령 예우곡으로 사용되었으나, 김영삼의 문민정부가 집권한 이후 사용이 중단되었다.

## 가사

### 1절
어질고 성실한 우리 겨레의
찬란한 아침과 편안함 밤의
자유와 평화의 복지 낙원을
이루려는 높은 뜻을 펴게 하소서
아아아, 대한 대한 우리 대통령
길이 빛나리라 길이길이 빛나리라

### 2절
가난과 시련의 멍에를 벗고
풍성한 결실과 힘찬 건설의
민주와 부강의 푸른 터전을
이루려는 그 정성을 축복하소서
아아아, 대한 대한 우리 대통령
길이 빛나리라 길이길이 빛나리라